# Rossella Callovi
Rossella Callovi (Cles, província de Trento, 5 d'abril de 1991) va ser una ciclista italiana, professional del 2011 al 2015.

## Palmarès
- 2009
  -  Campiona del món júnior en ruta